# آن جونز (كاتبة)
آن جونز (بالإنجليزية: Ann Jones)‏ هي كاتِبة أمريكية، ولدت في 3 سبتمبر 1937 في يو كلير في الولايات المتحدة.